# Batalla de Kesselsdorf
La batalla de Kesselsdorf entre Prusia y una coalición austriaco-sajona tuvo lugar el 15 de diciembre de 1745 cerca del pueblo de Kesselsdorf, hoy parte de la localidad de Wildsruff, en las cercanías de Dresde (actual Alemania).

## Desarrollo

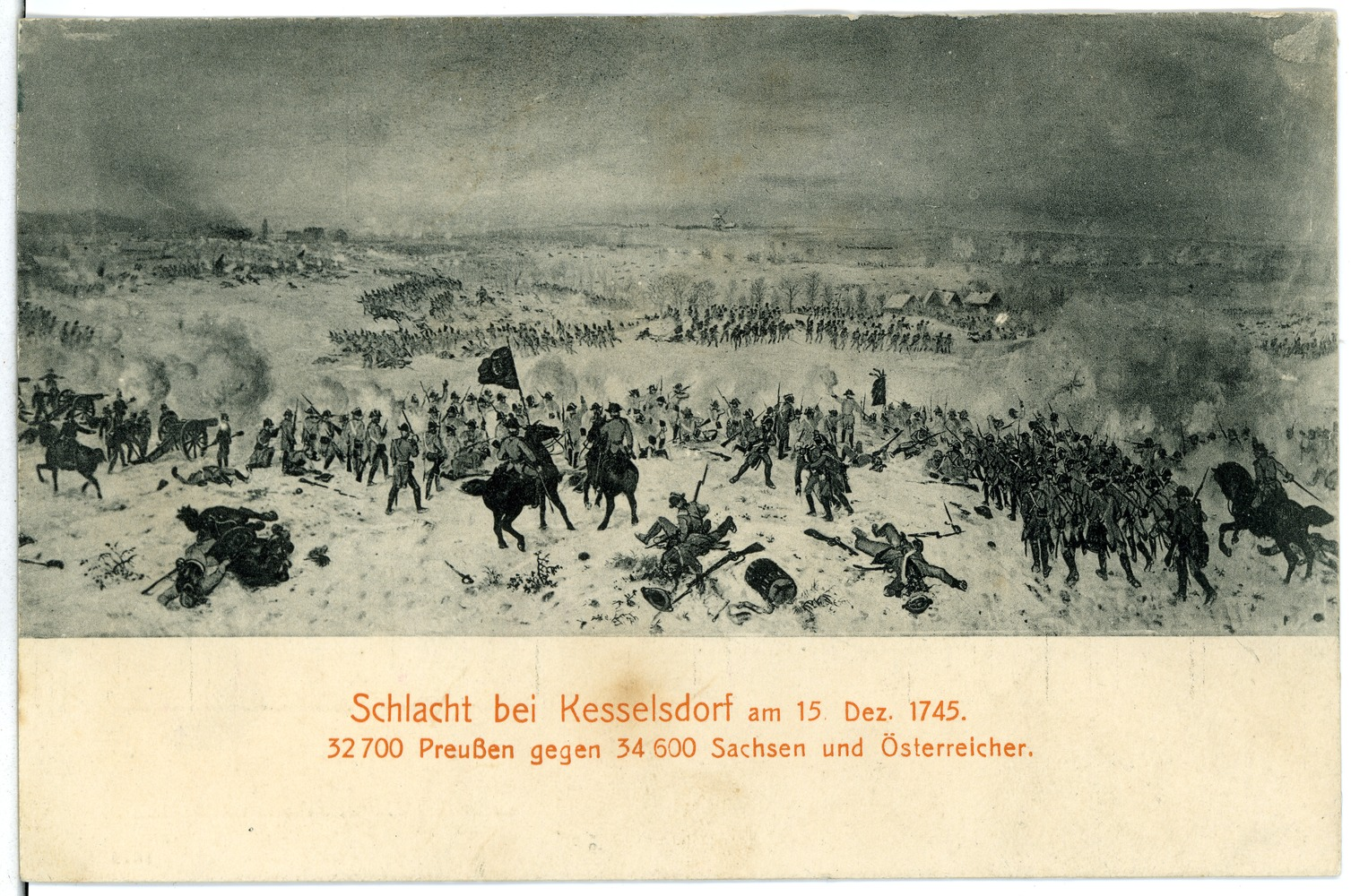
Batalla de Kesselsdorf

Durante la Segunda Guerra de Silesia (1744-1745), las tropas prusianas del príncipe Leopoldo I de Anhalt-Dessau lucharon contra los aliados austriacos y sajones dirigidos por el Mariscal de Campo Friedrich August Litowski. Los aliados desplegaron 32 000 hombres para la protección de la ciudad de Dresde en las inmediaciones de Kesselsdorf. Dicho pueblo representaba una posición clave en el campo de batalla y fue defendido con 33 cañones repartidos en 3 baterías. El príncipe de Dessau tomó la decisión de atacar el mediodía del 15 de diciembre de 1745.
Las tropas defensoras rechazaron en dos ocasiones las acometidas, que se saldaron con gravísimas pérdidas para los prusianos. Las baterías austriaco-sajonas tuvieron que cesar el fuego porque las tropas amigas se habían lanzado en persecución de los prusianos, que se batían en retirada. El príncipe prusiano aprovechó que el enemigo abandonaba la posición para lanzar un ataque con su caballería junto con las propias tropas que estaban huyendo, con lo que pudo penetrar en Kesselsdorf y capturar la artillería.
Al mismo tiempo, su hijo el príncipe Mauricio había rodeado y atacado el flanco derecho de la línea de los aliados, que había emprendido una desordenada retirada.
Esta batalla decidió la guerra en favor de Prusia. Dresde fue entregada el 17 de diciembre y ya al día siguiente el rey Federico II de Prusia entraba en la ciudad, donde el 25 de diciembre firmaría la Paz de Dresde.